# جائزة إسبانيا الكبرى للدراجات النارية 2010
جائزة إسبانيا الكبرى للدراجات النارية 2010 هو سباق دراجات نارية أقيم بتاريخ 2 مايو 2010 في حلبة خيريز. كان الجولة الثانية من أصل 18 في سباق الجائزة الكبرى للدراجات النارية موسم 2010. فاز الإسباني خورخي لورنزو بفئة الموتو جي بي بينما جاء الإسباني داني بيدروسا في المركز الثاني وحصل على المركز الثالث الإيطالي فالنتينو روسي. فاز بفئة الموتو 2 الإسباني توني إلياس.

## وصلات خارجية
- الموقع الرسمي